# Montijo (Portugal)
Montijo is een plaats en gemeente in het Portugese district Setúbal.
De gemeente heeft een totale oppervlakte van 347,35 km² en telde 39.168 inwoners in 2001.
Montijo ligt aan de monding van de Taag. In 2020 kwam de Portugese regering met het plan om hier een nieuwe luchthaven te bouwen. Aangezien de Taagmonding een fourageergebied is voor trekvogels op doortocht tussen Europa en Afrika, leidde dit tot veel onrust. Uiteindelijk zag de regering in mei 2024 van het voornemen af.

## Geboren
- Paulo Futre (28 februari 1966), voetballer
- Dulce Pontes (8 april 1969), zangeres
- Ricardo Pereira (11 februari 1976), voetballer
- Ruben Guerreiro (6 juli 1994), wielrenner